# Митно-тарифне регулювання зовнішньоторговельної діяльності
Митно-тарифне регулювання зовнішньоторговельної діяльності - сукупність методів державного регулювання зовнішньоторговельної діяльності, заснованих на застосуванні мит, митних процедур, правил. 

## Цілі та завдання митно-тарифного регулювання
Митно-тарифне регулювання є основним методом регулювання державою сфери зовнішньої торгівлі, що застосовується з давніх-давен. Цілями застосування заходів митно-тарифного регулювання можуть бути:
1. Протекціоністська функція - захист національних товаровиробників від іноземної конкуренції .
2. Фіскальна функція - забезпечення надходження коштів до бюджету

## Структура митно-тарифних методів
З погляду державного регулювання зовнішньоекономічної діяльності митно-тарифне регулювання є однією з двох груп методів регулювання державою цієї сфери діяльності поряд із нетарифними методами .
Елементами митно-тарифного регулювання є:
- Митний тариф — зведення ставок мит
- Митне декларування товарів, що переміщуються через митний кордон
- Митна процедура
- Товарна номенклатура зовнішньоекономічної діяльності

У сучасних умовах глобалізації світової економіки побудова всіх елементів митно-тарифних методів уніфікується на засадах міжнародних договорів . Найважливішими є:
1. Угоди, що діють між членами Світової організації торгівлі відповідно до її Статуту та пакету угод, насамперед Генеральною угодою про тарифи та торгівлю ( ГАТТ )
2. Конвенція про Гармонізовану систему опису та кодування товарів
3. Митна конвенція про міжнародне перевезення вантажів із застосуванням книги МДП
4. Інші багатосторонні та двосторонні міжнародні договори (наприклад, угоди про надання принципу найбільшого сприяння торгівлі )

## Примітка
1. ↑  Таможенный кодекс таможенного союза. Архів оригіналу за 16 жовтня 2015. Процитовано 16 червня 2022.
2. ↑  Таможенно-тарифное регулирование внешнеторговой деятельности. Архів оригіналу за 28 січня 2018. Процитовано 16 червня 2022.
3. ↑  Об основах государственного регулирования внешнеторговой деятельности. Федеральный закон № 164-ФЗ
4. ↑  О таможенном тарифе. Федеральный закон № 5003-1